# 青龙寺 (西安市)
青龍寺，又名石佛寺，位於陕西省西安市雁塔区鐵爐廟村北樂游原。
青龍寺是唐密的祖庭。該寺創建於隋文帝開皇二年（582年），初名靈感寺。唐睿宗景雲二年（711年），正式稱為青龍寺。
日本著名留學僧空海大師師惠果大師於此，後成為創立日本真言宗之初祖。著名的入唐八家，其中六家（空海、圓行、圓仁、惠運、圓珍、宗睿）皆先後在青龍寺受法。

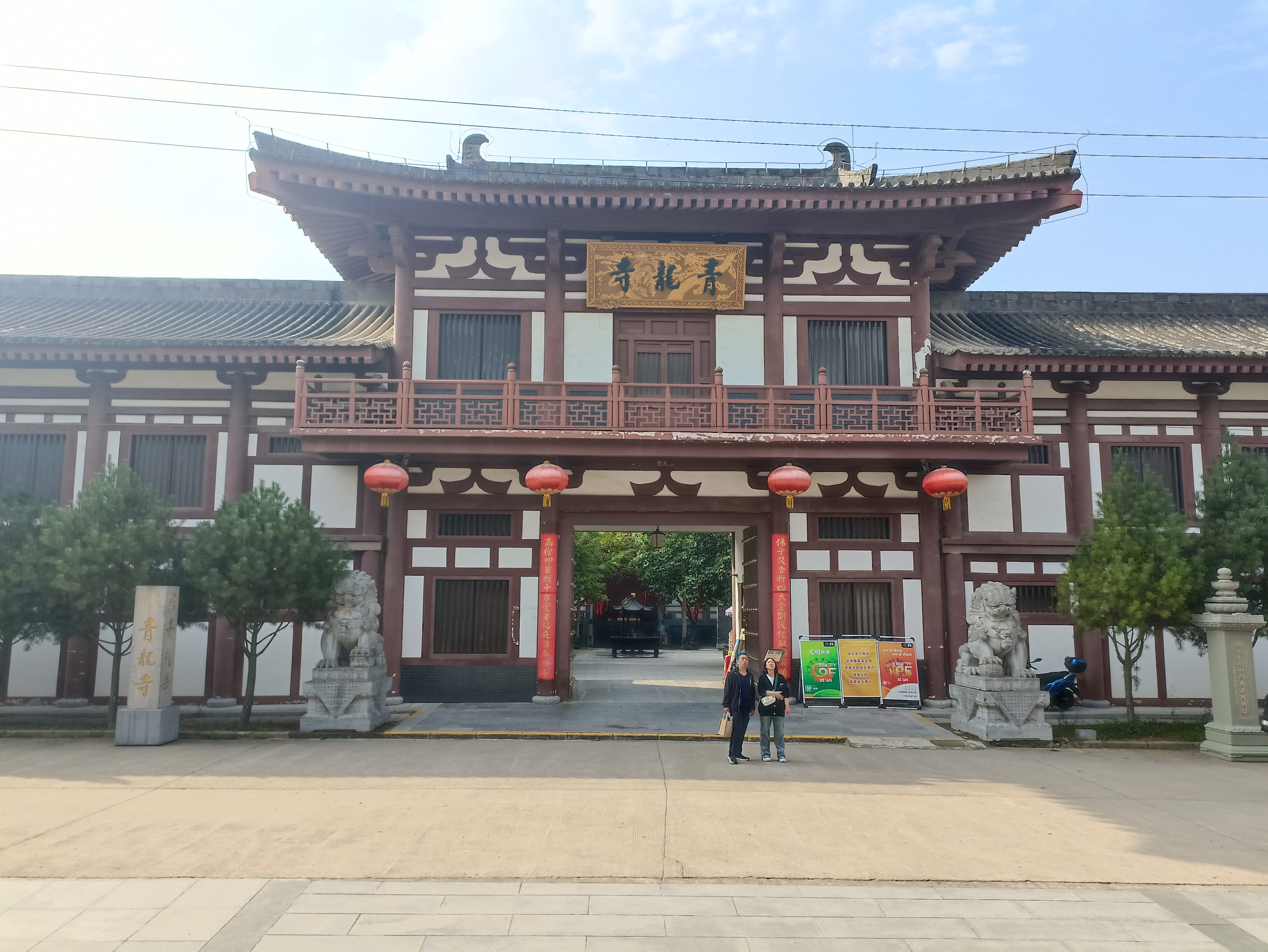
山门
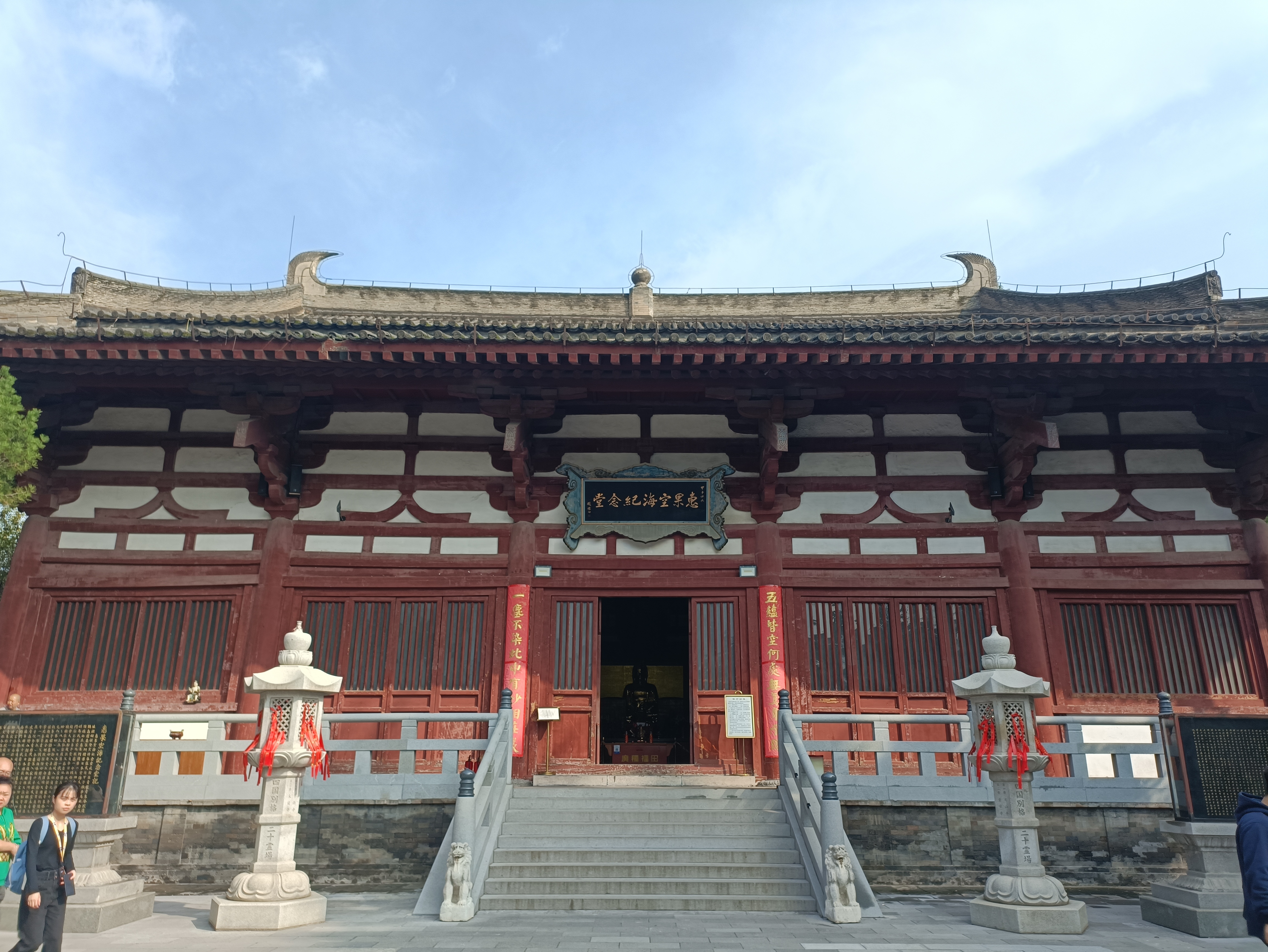
惠果空海纪念堂
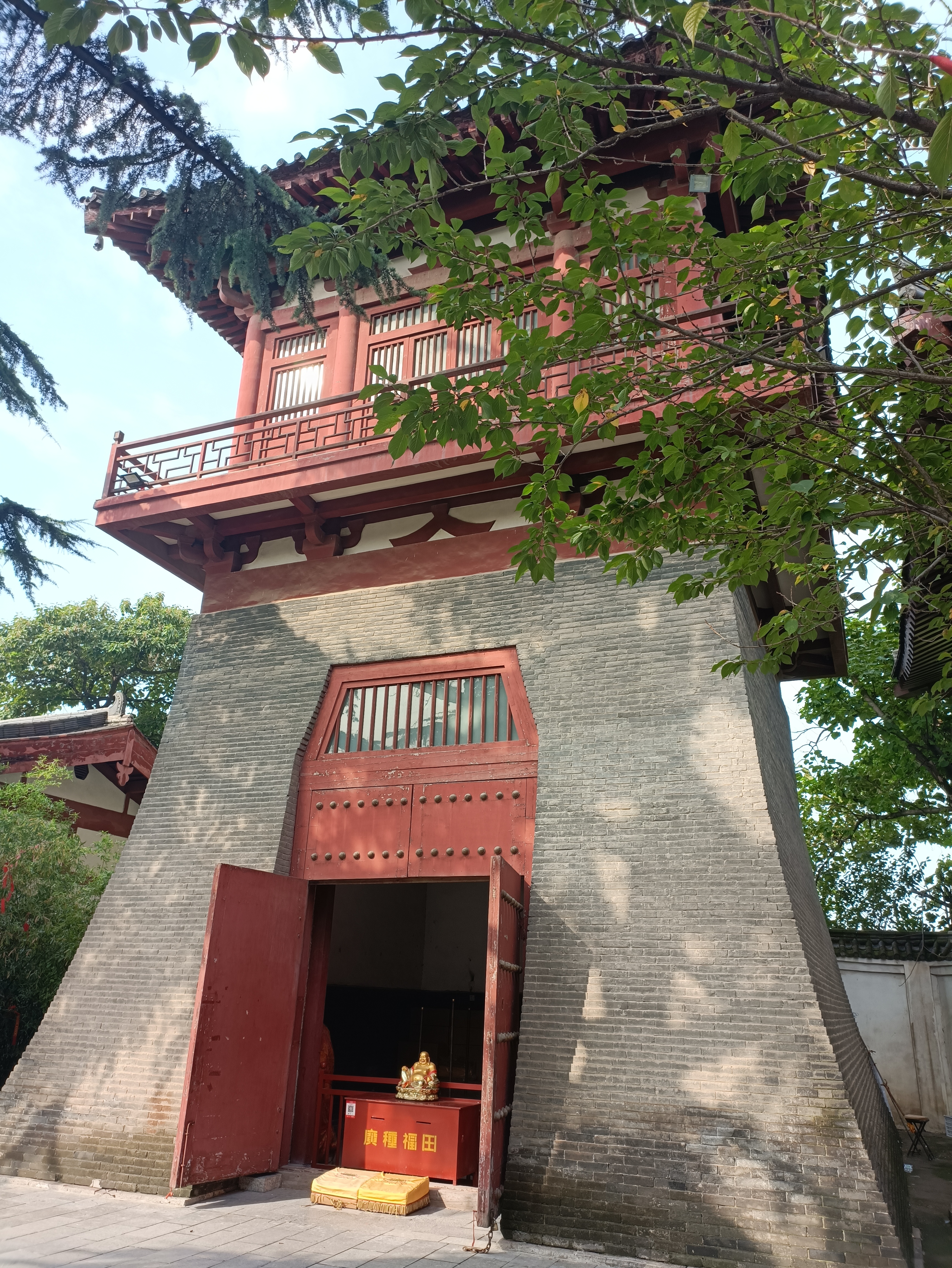
钟楼
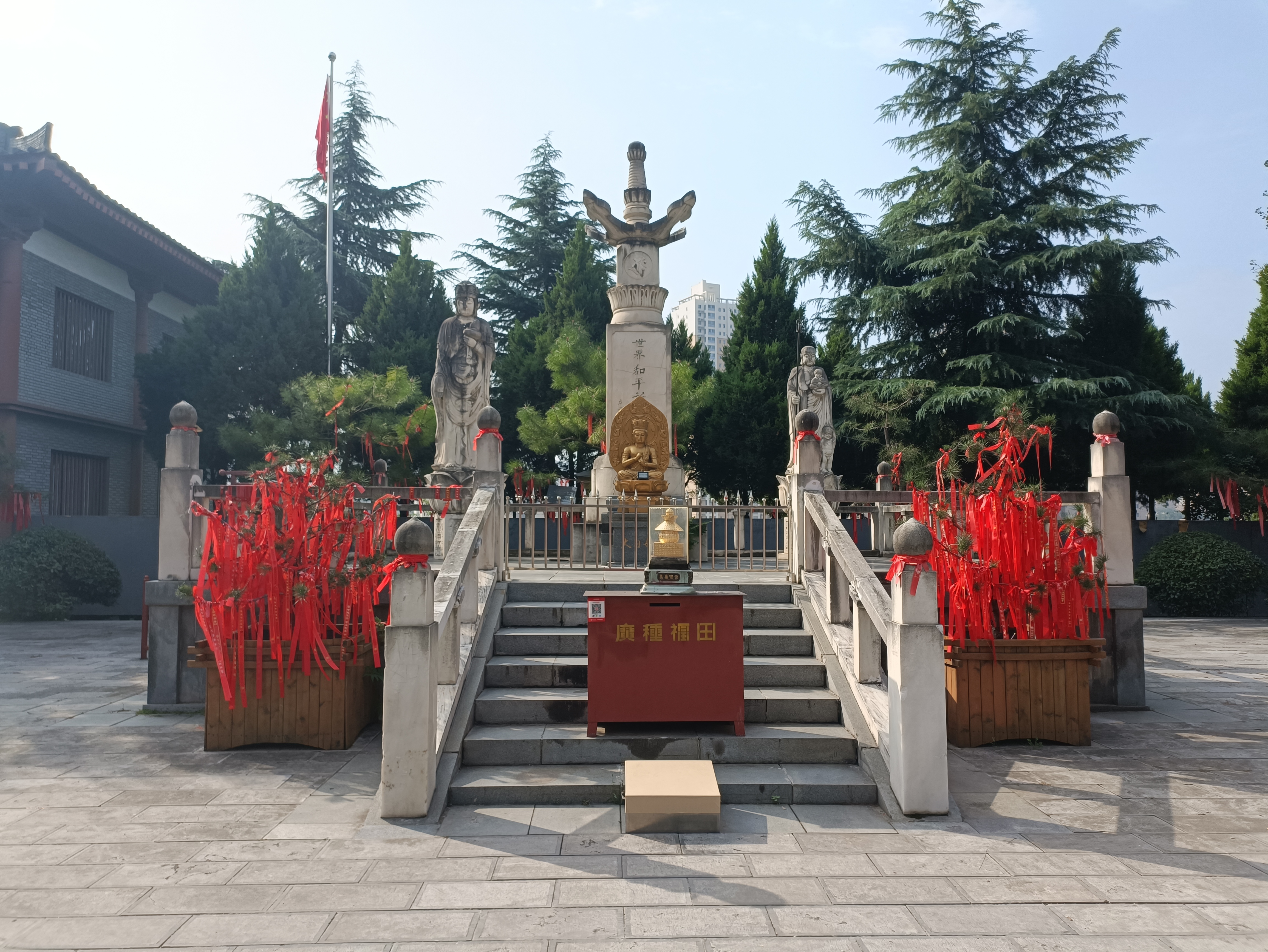
世界和平祈念塔
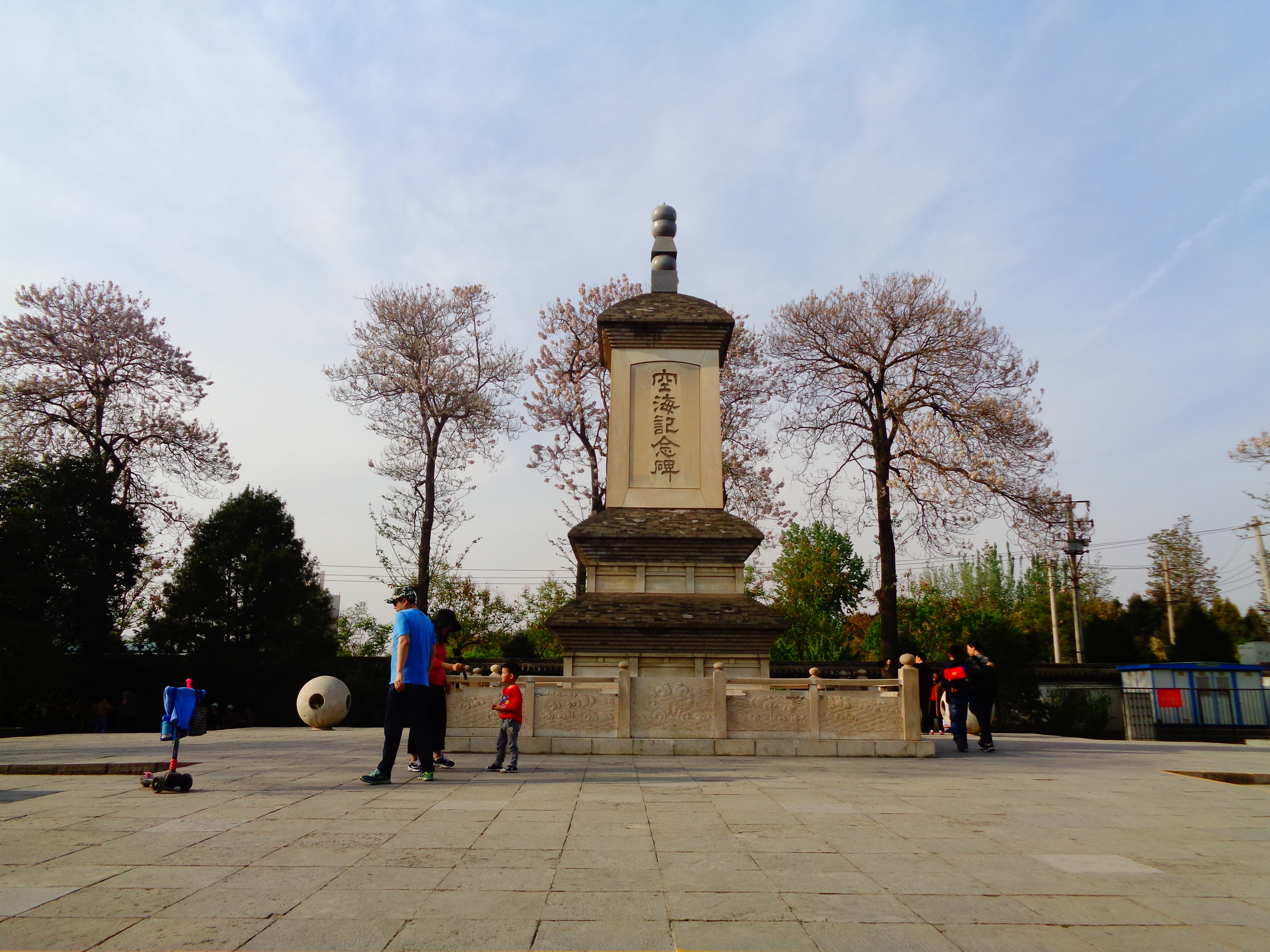
空海纪念碑
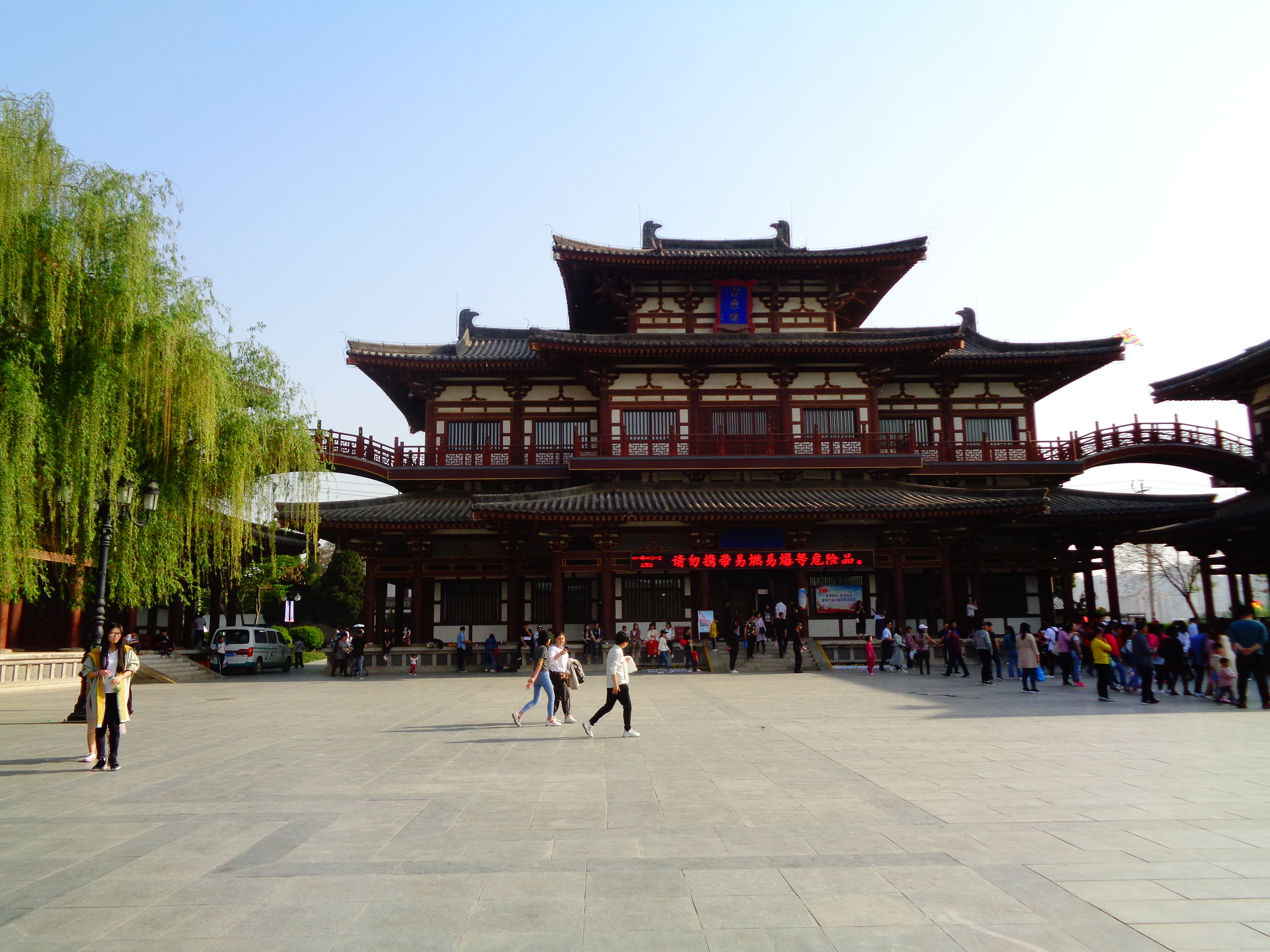
古原楼（青龙寺遗址博物馆）
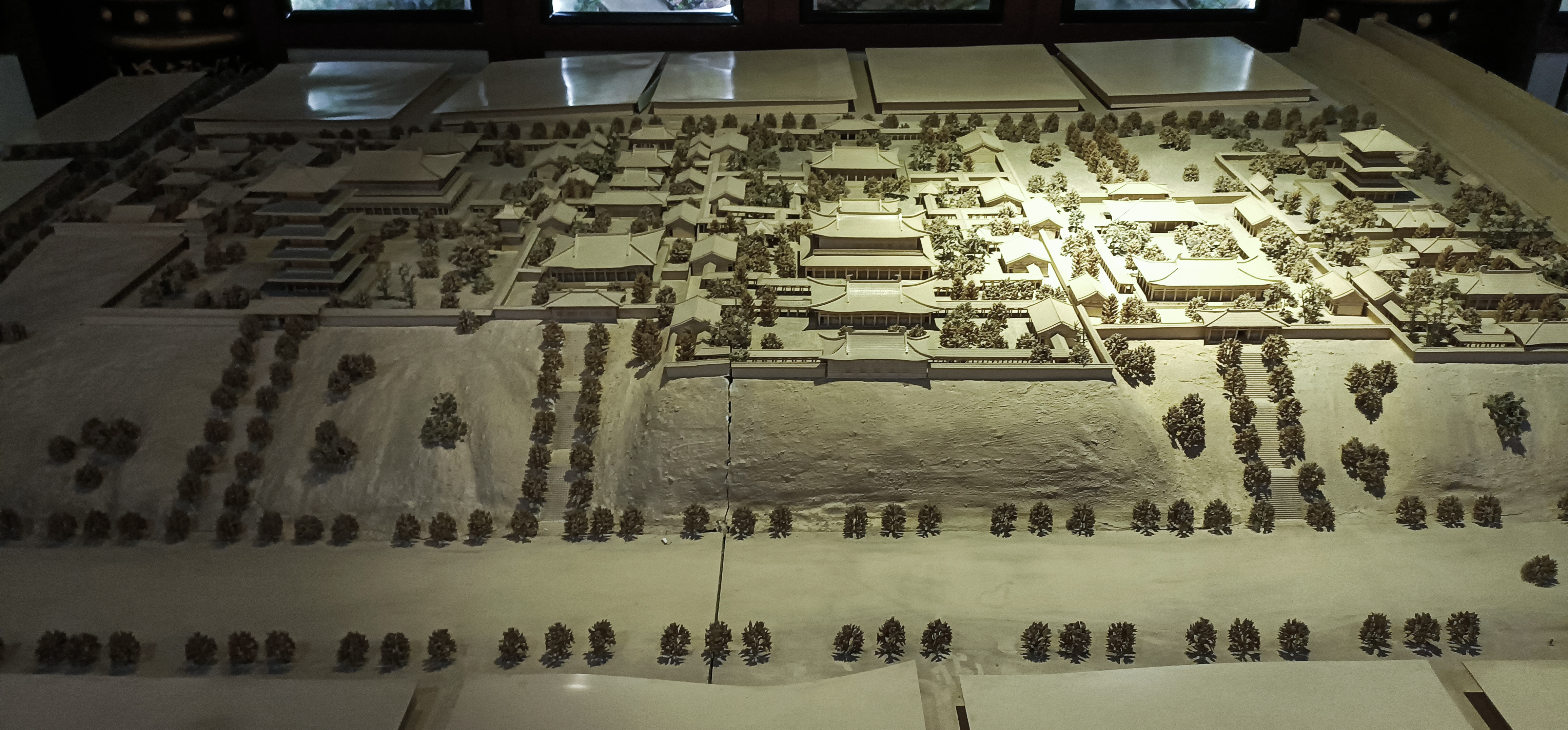
青龙寺复原模型

## 櫻花樹
1986年，青龍寺從日本引進千余株櫻花樹植于寺院，每年3月到5月期間，成為遊客賞花的去處